# Nảy mầm dưới lòng đất

Nảy mầm trên mặt đất so với dưới lòng đất

Nảy mầm dưới lòng đất (từ Hy Lạp cổ đại ὑπόγειος  [ hupógeios ] 'dưới mặt đất', từ ὑπό  hupó 'bên dưới' và γῆ  [ gê ] 'trái đất, mặt đất') là một thuật ngữ thực vật chỉ ra rằng sự nảy mầm của cây diễn ra bên dưới lớp đất. Một ví dụ về một loại cây có mầm nảy mầm là hạt đậu Hà Lan (Pisum sativum). Trái ngươc với nảy mầm dưới lòng đất là nảy mầm trên mặt đất.

## Nảy mầm
Nảy mầm dưới lòng đất ngụ ý rằng các lá mầm ở dưới mặt đất. Trụ trên lá mầm (một phần của thân cây phía trên lá mầm) phát triển, trong khi trụ dưới lá mầm (một phần của thân dưới lá mầm) vẫn giữ nguyên chiều dài. Theo cách này, trụ trên lá mầm đẩy chồi lên trên mặt đất.
Thông thường, lá mầm là thịt và chứa nhiều chất dinh dưỡng được sử dụng cho sự nảy mầm. Không có hiện tượng quang hợp diễn ra trong lá mầm.
Bởi vì lá mầm nằm dưới mặt đất, nên nó ít bị tổn thương hơn, ví dụ như sương đêm  hoặc chăn thả. Chiến lược tiến hóa là thực vật sản xuất số lượng hạt tương đối thấp, nhưng mỗi hạt giống có cơ hội sống sót lớn hơn.
Thực vật cho thấy sự nảy mầm dưới lòng đất cần tương đối ít trong cách phát triển các chất dinh dưỡng bên ngoài, do đó chúng thường xuyên hơn trên đất nghèo dinh dưỡng. Cây cũng cần ít ánh sáng mặt trời, vì vậy chúng có thể được tìm thấy thường xuyên hơn ở giữa rừng, nơi có nhiều sự cạnh tranh để tiếp cận với ánh sáng mặt trời.
Thực vật cho thấy sự nảy mầm dưới lòng đất phát triển tương đối chậm, đặc biệt là trong giai đoạn đầu tiên. Ở những khu vực thường xuyên bị ngập lụt, chúng cần nhiều thời gian hơn giữa các trận lụt để phát triển. Mặt khác, chúng có khả năng chống chịu cao hơn khi lũ lụt diễn ra. Sau giai đoạn đầu chậm hơn, cây phát triển nhanh hơn thực vật cho thấy sự nảy mầm của biểu mô.
Có thể là trong cùng một chi, một loài cho thấy sự nảy mầm dưới lòng đất trong khi một loài khác cho thấy sự nảy mầm mặt đất đất. Một số chi trong đó điều này xảy ra là:
- Phaseolus: đậu cô ve (Phaseolus coccineus) cho thấy sự nảy mầm dưới lòng đấtl, trong khi đậu thường (Phaseolus Vulgaris) cho thấy sự nảy mầm trên mặt đất
- Hoa loa kèn: xem các loại hạt nảy mầm của Lily
- Araucaria: các loài trong phần Araucaria cho thấy sự nảy mầm dưới lòng đất, trong khi các loài trong phần Eutacta cho thấy sự nảy mầm trên mặt đất

## Phanerocotylar so với cryptocotylar
Năm 1965, nhà thực vật học James A. Duke đã giới thiệu thuật ngữ cryptocotylar và phanerocotylar là từ đồng nghĩa với hypogeal và epigeal  tương ứng, bởi vì ông không xem xét các thuật ngữ này về mặt từ nguyên. Sau đó, người ta đã phát hiện ra rằng có những trường hợp hiếm hoi của loài mà sự nảy mầm là epigeal và cryptocotylar.  Do đó, các bộ phận đã được đề xuất có tính đến cả hai yếu tố.